# Scoloderus ackerlyi
Scoloderus ackerlyi är en spindelart som beskrevs av Traw 1996. Scoloderus ackerlyi ingår i släktet Scoloderus och familjen hjulspindlar.
Artens utbredningsområde är Belize. Inga underarter finns listade i Catalogue of Life.